# Lista de selos do Brasil de 1843 a 1899

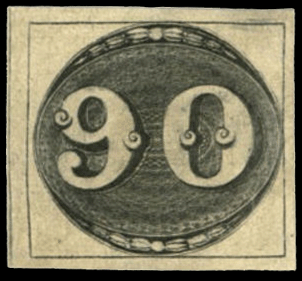
Olho de boi de 90 Réis

Nesta lista estão relacionados todos os selos postais brasileiro emitidos no período de de 1 de agosto de 1843 a 14 de novembro de 1889. Estas emissões caracterizam o serviço postal durante o Segundo Reinado. Na lista estão incluídos os primeiros selos da Primeira República Brasileira.

## Império - 1843 a 1870
- 1 de agosto de 1843 - Selo Olho-de-Boi 30 Réis Preto[3]
- 1 de agosto de 1843 - Selo Olho-de-Boi 60 Réis Preto
- 1 de agosto de 1843 - Selo Olho-de-Boi 90 Réis Preto

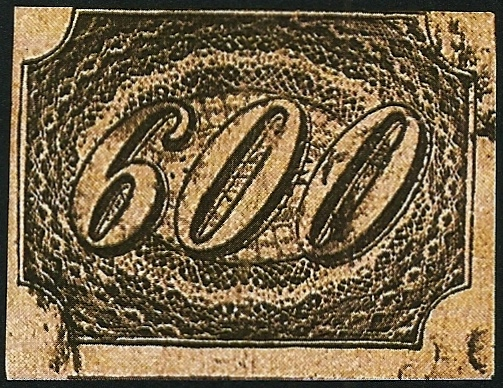
Selo Inclinados de 600 réis

- 1 de julho de 1844 - Selo Inclinado 30 Réis Preto Tipo II
- 1 de julho de 1844 - Selo Inclinado 60 Réis Preto Tipo II
- 1 de julho de 1844 - Selo Inclinado 90 Réis Preto Tipo II A
- 1 de janeiro de 1847 - Selo Inclinado 10 Réis Preto
- 1 de Julho de 1845 - Selo Inclinado 180 Réis Preto
- 1 de Julho de 1845 - Selo Inclinado 300 Réis Preto
- 1 de Julho de 1845 - Selo Inclinado 600 Réis Preto

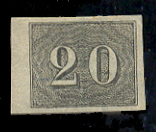
Selo vertical de 20 réis

- 1 de janeiro de 1850 - Selo Vertical 10 Réis Preto
- 1 de janeiro de 1850 - Selo Vertical 30 Réis Preto
- 1 de janeiro de 1850 - Selo Vertical 60 Réis Preto
- 1 de janeiro de 1850 - Selo Vertical 90 Réis Preto
- 1 de janeiro de 1850 - Selo Vertical 180 Réis Preto
- 1 de janeiro de 1850 - Selo Vertical 300 Réis Preto
- 1 de janeiro de 1850 - Selo Vertical 600 Réis Preto
- 23 de agosto de 1850 - Selo Vertical 20 Réis Preto

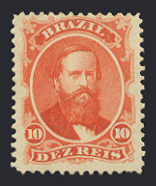
Selo Dom Pedro II de 10 réis

- 26 de junho de 1854 - Selo Colorido 1854/1861 - 30 Réis Azul Claro
- 26 de junho de 1854 - Selo Colorido 1854/1861 - 10 Réis Azul Claro
- 2 de junho de 1861 - Selo Colorido 1854/1868 - 100 Réis Vermelho (1861)
- 2 de junho de 1861 - Selo Colorido 1854/1861 - 430 Réis Amarelo (1861)
- 1 de julho de 1866 - Selo D. Pedro II 10 Réis Vermelho picotados
- 1 de julho de 1866 - Selo D. Pedro II 20 Réis Castanho Lilás picotados
- 1 de julho de 1866 - Selo D. Pedro II 50 Réis Azul Picotados
- 1 de julho de 1866 - Selo D. Pedro II 80 Réis Violeta Picotados
- 1 de julho de 1866 - Selo D. Pedro II 100 Réis Verde, Tipo 2a Picotados
- 1 de julho de 1866 - Selo D. Pedro II 200 Réis Preto Picotados
- 1 de julho de 1866 - Selo D. Pedro II 500 Réis Laranja Picotados
- 1 de julho de 1876 - Selo D. Pedro II Percê 100 Réis Verde, Tipo 2a

## Império - 1870 a 1889
- 1 de janeiro de 1877 - Selo D. Pedro II Percê 10 Réis Vermelho
- 1 de janeiro de 1877 - Selo D. Pedro II Percê 20 Réis Castanho Lilás
- 1 de janeiro de 1877 - Selo D. Pedro II Percê 80 Réis Violeta Negro
- 1 de janeiro de 1877 - Selo D. Pedro II Percê 500 Réis Laranja
- 1 de janeiro de 1877 - Selo D. Pedro II Percê 50 Réis Azul 1877/78

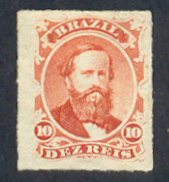
Selo Dom Pedro II de 10 réis

- 1 de julho de 1877 - Selo D. Pedro II Percê 200 Réis Preto
- 10 de janeiro de 1878 - Selo D. Pedro II Barba Branca Percê 10 Réis Vermelho 1878/79
- 21 de janeiro de 1878 - Selo D. Pedro II Auriverde 300 Réis
- 21 de janeiro de 1878 - Selo D. Pedro II Barba Branca Percê 260 Rs Castanho 1878/79
- 21 de janeiro de 1878 - Selo D. Pedro II Auriverde 300 Réis
- 1 de setembro de 1879 - Selo D. Pedro II Barba Branca Percê 700 Réis Castanho 1878/79
- 1 de setembro de 1879 - Selo D. Pedro II Barba Branca Percê 1000 Réis Cinza 1878/79
- 12 de setembro de 1879 - Selo D. Pedro II Barba Branca Percê 300 Réis Ocre 1878/79
- 12 de setembro de 1879 - Selo D. Pedro II Barba Branca Percê 200 Réis Preto 1878/79
- 18 de agosto de 1879 - Selo D. Pedro II Barba Branca Percê 80 Réis Carmim 1878/79
- 28 de agosto de 1879 - Selo D. Pedro II Barba Branca Percê 50 Réis Azul 1878/79
- 29 de maio de 1879 - Selo D. Pedro II Barba Branca Percê 20 Réis Violeta 1878/79
- 4 de julho de 1879 - Selo D. Pedro II Barba Branca Percê 100 Réis Verde 1878/79

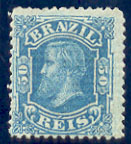
Selo Dom Pedro II de 50 réis

- 15 de julho de 1881 - Selo D. Pedro II Cabeça Pequena 50 Réis Azul
- 15 de julho de 1881 - Selo D. Pedro II Cabeça Pequena 100 Réis Verde Oliva
- 15 de julho de 1881 - Selo D. Pedro II Cabeça Pequena 200 Réis Castanho Alaranjado
- 1 de maio de 1882 - Selo D. Pedro II Cabeça Grande 100 Réis Verde Horizontal 1882/85
- 4 de dezembro de 1882 - Selo D. Pedro II Cabeça Grande 100 Réis Linhas Verticais 1882/85
- 7 de setembro de 1882 - Selo D. Pedro II Cabeça Grande 10 Réis Preto 1882/85
- 7 de setembro de 1882 - Selo D. Pedro II Cabeça Grande 50 Réis Azul 1882/85
- 7 de setembro de 1882 - Selo D. Pedro II Cabeça Grande 200 Réis Castanho - Claro 1882/85
- 17 de março de 1883 - Selo D. Pedro II Fundo Cruzado 100 Réis Lilás
- 17 de março de 1883 - Selo D. Pedro II Fundo Linhado 100 Réis Lilás
- 1 de janeiro de 1884 - Selo Tipo Cifra Cruzeiro do Sul Coroa Imperial - Pão-de-Açúcar 20 Réis Oliva Esverdeado 1884/88
- 1 de janeiro de 1884 - Selo Tipo Cifra Cruzeiro do Sul Coroa Imperial - Pão-de-Açúcar 20 Réis Verde Russo 1884/88
- 12 de agosto de 1884 - Selo D. Pedro II Cabeça Grande 200 Réis Lilás Rosa 1882/85
- 19 de junho de 1884 - Selo D. Pedro II Cabecinha 100 Réis Lilás Cinza
- 10 de março de 1885 - Selo D. Pedro II Cabeça Grande 10 Réis Laranja 1882/85
- 3 de outubro de 1885 - Selo Tipo Cifra Cruzeiro do Sul Coroa Imperial - Pão-de-Açúcar 100 Réis Lil, Cf. Branca 1884/88
- 1 de março de 1887 - Selo Tipo Cifra Cruzeiro do Sul Coroa Imperial - Pão-de-Açúcar 500 Réis Oliva 1884/88
- 3 de janeiro de 1887 - Selo Tipo Cifra Cruzeiro do Sul Coroa Imperial - Pão-de-Açúcar 300. Réis Ultramar Cinza 1884/88
- 8 de fevereiro de 1887 - Selo Tipo Cifra Cruzeiro do Sul Coroa Imperial - Pão-de-Açúcar 50 Réis Ultramar Cinza 1884/88
- 28 de outubro de 1888 - Selo Tipo Cifra Cruzeiro do Sul Coroa Imperial - Pão-de-Açúcar 700 Réis Violeta 1884/88
- 3 de março de 1888 - Selo Tipo Cifra Cruzeiro do Sul Coroa Imperial - Pão-de-Açúcar 100 Réis Lil, Cif. Cheia 1884/88
- 3 de março de 1888 - Selo Tipo Cifra Cruzeiro do Sul Coroa Imperial - Pão-de-Açúcar 1000 Réis Azul a Ult. 1884/88

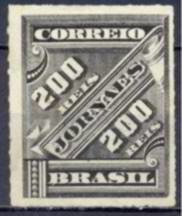
Selo Cifras Oblíquas de 200 réis

- 1 de fevereiro de 1889 - Selo Jornais Cifras Oblíquas Laranja 10 Réis
- 1 de fevereiro de 1889 - Selo Jornais Cifras Oblíquas Laranja 20 Réis
- 1 de fevereiro de 1889 - Selo Jornais Cifras Oblíquas Laranja 50 Réis
- 1 de fevereiro de 1889 - Selo Jornais Cifras Oblíquas Laranja 100 Réis
- 1 de fevereiro de 1889 - Selo Jornais Cifras Oblíquas Laranja 200 Réis
- 1 de fevereiro de 1889 - Selo Jornais Cifras Oblíquas Laranja 300 Réis
- 1 de fevereiro de 1889 - Selo Jornais Cifras Oblíquas Laranja 500 Réis
- 1 de fevereiro de 1889 - Selo Jornais Cifras Oblíquas Laranja 700 Réis
- 1 de fevereiro de 1889 - Selo Jornais Cifras Oblíquas Laranja 1000 Réis
- 1 de maio de 1889 - Selo Jornais Cifras Oblíquas Novas Cores Oliva 10 Réis
- 1 de maio de 1889 - Selo Jornais Cifras Oblíquas Novas Cores 20 Réis Verde Amarelo
- 1 de maio de 1889 - Selo Jornais Cifras Oblíquas Novas Cores 50 Réis Palha
- 1 de maio de 1889 - Selo Jornais Cifras Obliquas Novas Cores 100 Réis Violeta
- 1 de maio de 1889 - Selo Jornais Cifras Obliquas Novas Cores 200 Rs Preto
- 1 de maio de 1889 - Selo Jornais Cifras Oblíquas Novas Cores 300 Réis Carmim
- 1 de maio de 1889 - Selo Jornais Cifras Oblíquas Novas Cores 500 Réis Verde
- 1 de maio de 1889 - Selo Jornais Cifras Oblíquas Novas Cores 700 Réis Azul Claro
- 1 de maio de 1889 - Selo Jornais Cifras Oblíquas Novas Cores 1000 Réis Castanho Avermelhado

## República - 1890 a 1899
- 1 de janeiro de 1890 - Selo Tipo Cifra ABN 10 Réis Carmim
- 1 de janeiro de 1890 - Selo Tipo Cifra ABN 20 Réis Carmim
- 1 de janeiro de 1890 - Selo Tipo Cifra ABN 50 Réis Carmim
- 1 de janeiro de 1890 - Selo Tipo Cifra ABN 100 Réis Carmim
- 1 de janeiro de 1890 - Selo Tipo Cifra ABN 200 Réis Carmim
- 1 de janeiro de 1890 - Selo Tipo Cifra ABN 300 Réis Carmim
- 1 de janeiro de 1890 - Selo Tipo Cifra ABN 500 Réis Carmim
- 1 de janeiro de 1890 - Selo Tipo Cifra ABN 700 Réis Carmim
- 1 de janeiro de 1890 - Selo Tipo Cifra ABN 1000 Réis Carmim
- 1 de janeiro de 1890 - Selo Cifra ABN Cores Diversas10 Réis Laranja
- 1 de janeiro de 1890 - Selo Cifra ABN Cores Diversas 20 Réis Azul
- 1 de janeiro de 1890 - Selo Cifra ABN Cores Diversas 50 Réis Oliva
- 1 de janeiro de 1890 - Selo Cifra ABN Cores Diversas 200 Réis Violeta
- 1 de janeiro de 1890 - Selo Cifra ABN Cores Diversas 300 Réis Verde
- 1 de janeiro de 1890 - Selo Cifra ABN Cores Diversas 500 Réis Oliva Cinza
- 1 de janeiro de 1890 - Selo Cifra ABN Cores Diversas 700 Réis Violeta
- 1 de janeiro de 1890 - Selo Cifra ABN Cores Diversas 1000 Réis Violeta Preto
- 11 de setembro de 1890 - Selo Jornais Cifras Horizontais Cruzeiro do Sul 10 Réis Azul
- 11 de setembro de 1890 - Selo Jornais Cifras Horizontais Cruzeiro do Sul 20 Réis Verde Azulado
- 11 de setembro de 1890 - Selo Jornais Cifras Horizontais Cruzeiro do Sul 50 Réis Verde
- 16 de junho de 1890 - Selo Cruzeiro Tipografado 1890 100 Réis Lilás Pálido
- 20 de janeiro de 1890 - Selo Jornais Cifra Horizontal Emissão Republicana 10 Réis Azul
- 20 de janeiro de 1890 - Selo Jornais Cifra Horizontal Emissão Republicana 20 Réis Verde
- 20 de janeiro de 1890 - Selo Jornais Cifra Horizontal Emissão Republicana 100 Réis Malva
- 20 de janeiro de 1890 - Selos Cruzeiros 1890 20 Réis Verde Azulado
- 20 de janeiro de 1890 - Selos Cruzeiros 1890 50 Réis Verde Cinza
- 20 de janeiro de 1890 - Selos Cruzeiros 1890 100 Réis Lilás
- 20 de janeiro de 1890 - Selos Cruzeiros 1890 200 Réis Violeta
- 20 de janeiro de 1890 - Selos Cruzeiros 1890 300 Réis Violeta Cinza
- 20 de janeiro de 1890 - Selos Cruzeiros 1890 500 Réis Cinza Oliva
- 20 de janeiro de 1890 - Selos Cruzeiros 1890 700 Réis Castanho Avermelhado
- 20 de janeiro de 1890 - Selos Cruzeiros 1890 1000 Réis Ocre
- 1 de maio de 1891 - Selo Alegoria Republicana - Tintureiro 100 Réis Azul/Vermelho
- 1 de janeiro de 1893 - Selo Cifra Tipografados na CMB sem Filigrana 50 Réis Verde Amarelo 1893/1906
- 18 de janeiro de 1893 - Selo Alegoria da Liberdade tipo Cabecinha 100 Réis Vermelho e Rosa
- 19 de agosto de 1893 - Selo Cifra Tipografados na CMB sem Filigrana 100 Réis Vermelho 1893/1906
- 4 de agosto de 1893 - Selo Cifra Tipografados na CMB sem Filigrana 20 Réis Verde Amarelo 1893/1906
- 19 de agosto de 1894 - Selo Madrugada Republicana 1894/97200 Réis Laranja e Preto
- 20 de setembro de 1894 - Selo Madrugada Republicana 1894/97 - 20 Réis Laranja e Azul
- 20 de setembro de 1894 - Selo Madrugada Republicana 1894/97 50 Réis Azul
- 20 de setembro de 1894 - Selo Madrugada Republicana 1894/97 300 Réis Verde e Preto
- 20 de setembro de 1894 - Selo Madrugada Republicana 1894/97 500 Réis Azul e Preto
- 20 de setembro de 1894 - Selo Madrugada Republicana 1894/97 700 Réis Violeta e Preto
- 20 de setembro de 1894 - Selo Madrugada Republicana 1894/97 1000 Réis Verde e Rosa
- 20 de setembro de 1894 - Selo Madrugada Republicana 1894/97 2000 Réis Gessado
- 21 de janeiro de 1894 - Selo Madrugada Republicana 1894/97 10 Réis Rosa e Azul
- 21 de janeiro de 1894 - Selo Madrugada Republicana 1894/97 100 Réis Rosa e Preto
- 4 de julho de 1894 - Selo Cifra Tipografados na CMB sem Filigrana 200 Réis Violeta 1893/1906
- 7 de maio de 1894 - Selo Cifra Tipografados na CMB sem Filigrana 10 Réis Azul Escuro 1893/1906
- 20 de junho de 1895 - Selo Cifra Tipografados na CMB sem Filigrana 300 Réis Azul 1893/1906
- 21 de julho de 1895 - Selo Cifra Tipografados na CMB sem Filigrana 2000 Réis Castanho 1893/1906
- 12 de dezembro de 1898 - Selo Jornais Sobreestampados 1898 100/50 Réis Marrom Claro
- 12 de dezembro de 1898 - Selo Jornais Sobreestampados 1898 300/200 Réis Preto
- 28 de novembro de 1898 - Selo Jornais Sobreestampados 1898 200/100 Réis Violeta
- 28 de novembro de 1898 - Selo Jornais Sobreestampados 1898 (Com Picote) 200/100 Réis Sobrecarga Azul
- 29 de dezembro de 1898 - Selo Jornais Sobreestampados 1898 2000/1000 Réis Laranja
- 29 de dezembro de 1898 - Selo Jornais Sobreestampados 1898 2000/1000 Réis Vermelho Claro
- 25 de junho de 1899 - Selo Cruzeiro do Sul Sobretaxado 1899 50/20 Réis Verde
- 25 de junho de 1899 - Selo Cruzeiro do Sul Sobretaxado 1899 100/50 Réis Verde
- 25 de junho de 1899 - Selo Cruzeiro do Sul Sobretaxado 1899 300/200 Réis Violeta
- 25 de junho de 1899 - Selo Cruzeiro do Sul Sobretaxado 1899 500/300 Réis Ultramar
- 25 de junho de 1899 - Selo Cruzeiro do Sul Sobretaxado 1899 700/500 Réis Amarelo Oliva
- 25 de junho de 1899 - Selo Cruzeiro do Sul Sobretaxado 1899 1000/700 Réis Castanho Oliva
- 25 de junho de 1899 - Selo Cruzeiro do Sul Sobretaxado 1899 2000/1000 Réis Ocre
- 28 de janeiro de 1899 - Selo Jornais Sobreestampados 1898 700/500 Réis Laranja
- 28 de janeiro de 1899 - Selo Jornais Sobreestampados 1898 700/500 Réis Verde
- 28 de janeiro de 1899 - Selo Jornais Sobreestampados 1898 1000/700 Réis Laranja
- 28 de janeiro de 1899 - Selo Jornais Sobreestampados 1898 1000/700 Réis Azul Claro
- 29 de janeiro de 1899 - Selo Jornais Sobreestampados 1898 (Com Picote) 50/20 Réis Sobrecarga Azul
- 30 de janeiro de 1899 - Selo Jornais Sobreestampados 1898 (Com Picote) 20/10 Réis Sobrecarga preta
- 30 de janeiro de 1899 - Selo Jornais Sobreestampados 1898 100/50 Réis Sobrecarga Vermelha
- 6 de janeiro de 1899 - Selo Jornais Sobreestampados 1898 500/300 Réis Rosa